# Pseudagrion arabicum
Pseudagrion arabicum är en trollsländeart som beskrevs av James Waterston 1980. Pseudagrion arabicum ingår i släktet Pseudagrion och familjen dammflicksländor. IUCN kategoriserar arten globalt som sårbar. Inga underarter finns listade i Catalogue of Life.